# Dido (Fuseli)
Dido es una pintura al óleo sobre lienzo del artista suizo-británico Henry Fuseli, creada en 1781. Esta obra mitológica representa a Iris disponiéndose a cortar unos mechones del cabello del cadáver de Dido, la legendaria reina de Cartago, que yace con el torso desnudo, con una espada ensangrentada a su lado, tras suicidarse. La obra se conserva en el Centro de Arte Británico de Yale, en New Haven. 

## Historia y descripción
El lienzo está inspirado en un episodio de la Eneida, de Virgilio, más precisamente en el trágico final de Dido. La fundadora de Cartago se había enamorado de Eneas, y su partida en busca de una nueva patria para los troyanos le rompió el corazón, y se suicidó apuñalándose sobre su propia pira funeraria. Se ve a Dido sentada, con los brazos tendidos en forma de cruz. Para Fuseli, el suicidio de Dido es un ejemplo de "belleza suprema en las fauces de la muerte". La diosa Juno, enemiga de Eneas, envió a su mensajera Iris para cortar un mechón de cabello de la reina, y ésta es la escena representada en el cuadro. Al pie de su cadáver hay una mujer llorando aferrándose a ella, probablemente Ana, la hermana de Dido. La iluminación se concentra en el centro de la obra, dejando los bordes más en sombras, a excepción de la parte superior, donde aparece Iris resplandeciendo con una pequeña daga curva de oro. Los brazos extendidos de la reina púnica recuerdan a los de otras figuras femeninas en las pinturas de Fuseli, como La pesadilla y El sueño de la reina Catalina. 
Fuseli eligió el tema para competir con su rival de siempre, Joshua Reynolds, quien también pintó una muerte de Dido para la misma exposición. 